# Sargantana de dits espinosos de l'Índia
La sargantana de dits espinosos de l'Índia (Acanthodactylus cantoris), és una espècie de sargantana de la família Lacertidae. És endèmica d'Àsia, concretament a l'est de l'Afganistan, al nord-oest de l'Índia (Gujarat, Punjab, Rajasthan, Uttar Pradesh), al sud-oest de l'Iran, Jordània i el Pakistan.

## Etimologia
El nom específic, cantoris, és en honor del zoòleg danès Theodore Edward Cantor.

## Descripció
Té el musell punxegut i amb els ulls completament negres de color grisenc o brillant per sobre, amb o sense petites taques negres; amb fines línies longitudinals blanquinoses separades per espais intercalats marrons amb sèries de taques blanquinoses rodones, les marques es tornen a poc a poc més indistintes; cua rosada en les cries.
Des del musell fins a la cloaca mesura uns 7,0 cm; la cua és d'una longitud de fins a 15 cm.
L'hàbitat natural preferit d'aquest animal són les zones sorrenques del desert i els arbustos. És una espècie terrestre, s'enterra a la sorra a les arrels dels arbustos per protegir-se.
És ovípar. La seva posta és d'entre dos a quatre ous, i els nous individus neixen tres setmanes després de la posta.